# Giant Manufacturing

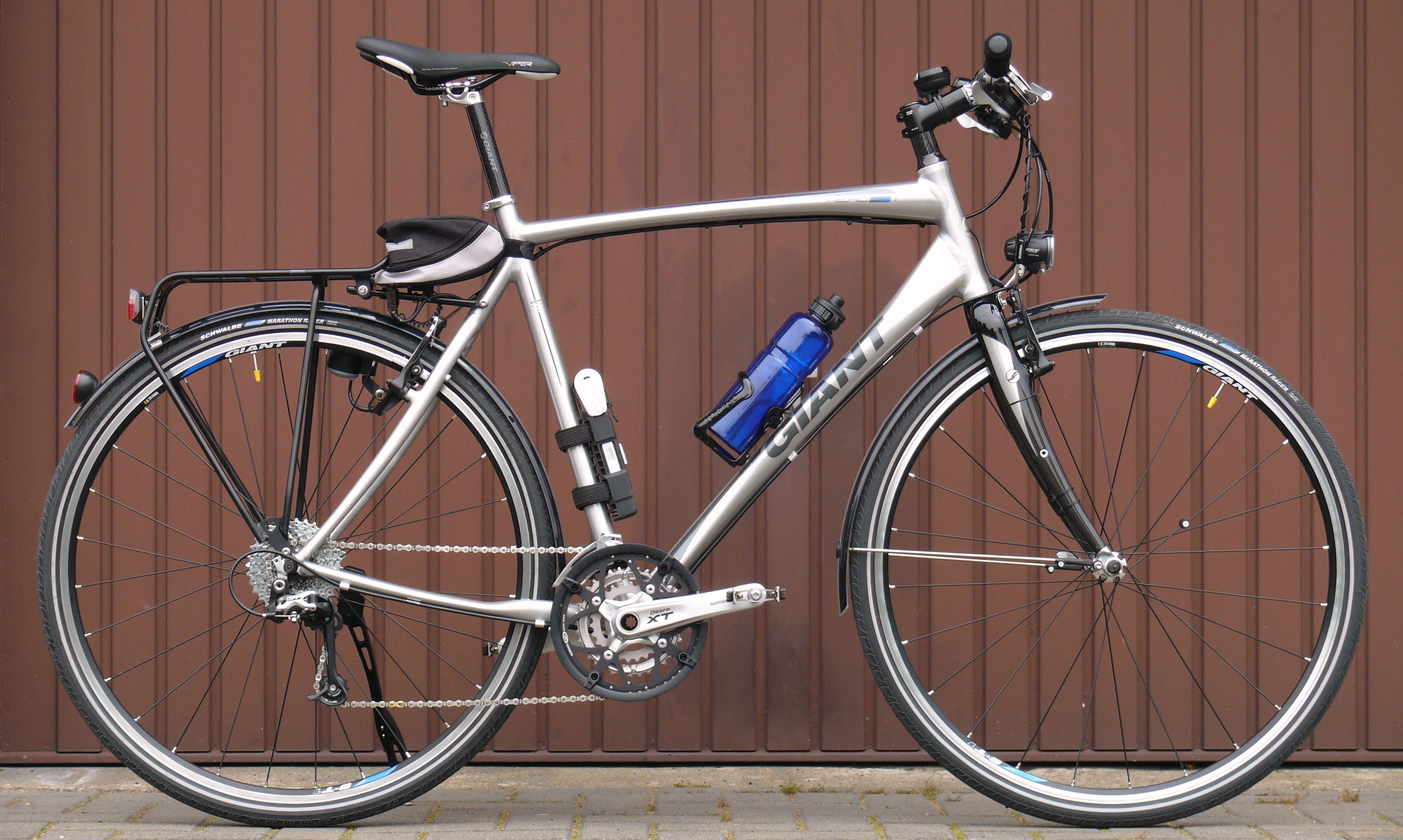
Rower miejski CTB

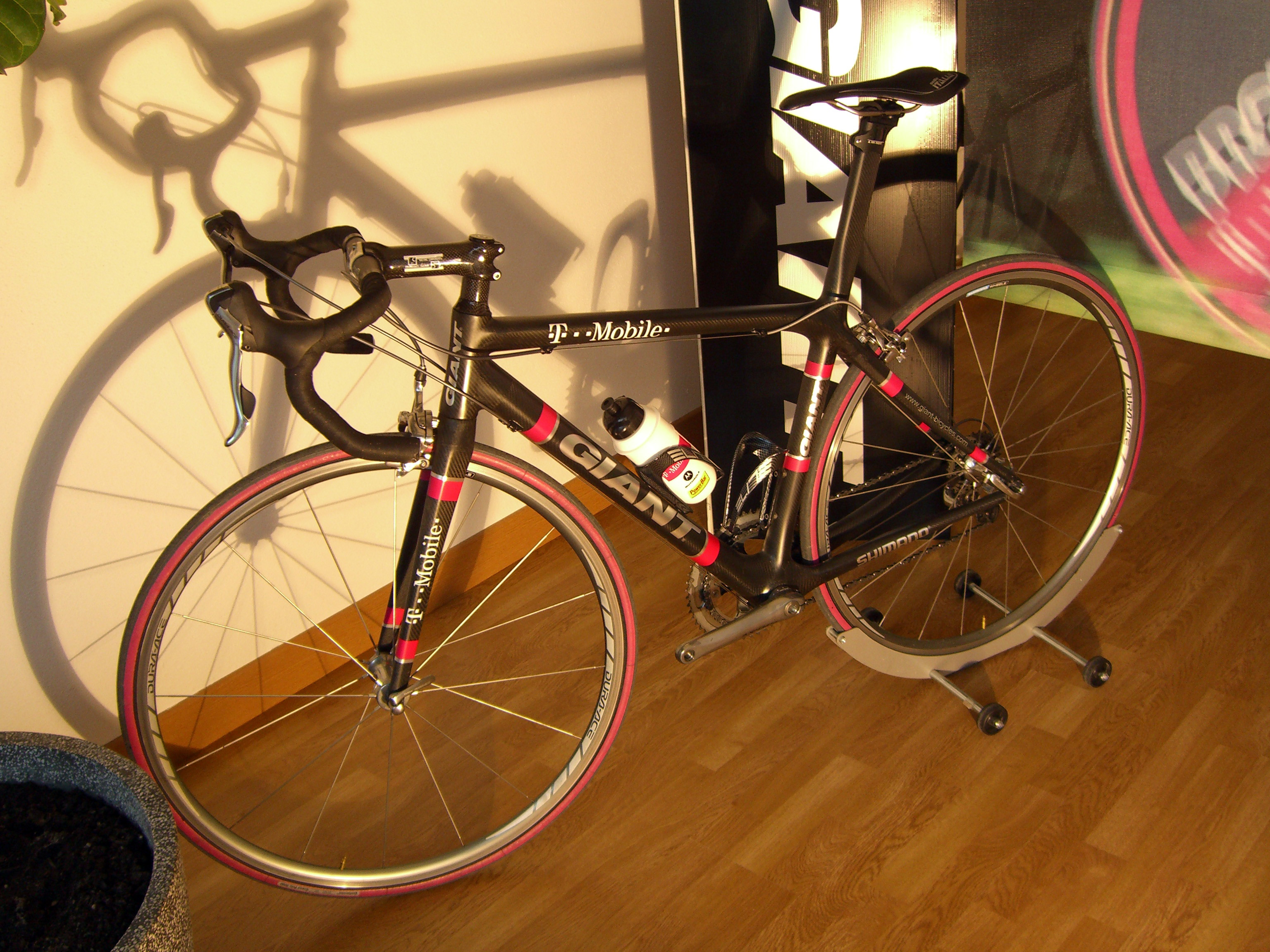
Rower Giant Aleksandra Winokurowa z Tour de France 2005

Giant Manufacturing Co. Ltd. (chiń. 捷安特; pinyin Jié’āntè) – tajwański producent rowerów z siedzibą w Taizhong. 
Przedsiębiorstwo zostało założone 27 października 1972 roku przez Liu Chin-piao, który wcześniej zajmował się hodowlą węgorzy; mieści się w Taizhong na Tajwanie. 
Początkowo było dostawcą dla amerykańskiej marki Schwinn Bicycle Company. Aby przetrwać w warunkach ostrej konkurencji na rodzimym rynku tajwańskim, w 1981 roku zaczęło także produkować rowery pod własną firmą. Z czasem przedsiębiorstwo, już w roli wielkiego Original Equipment Manufacturer (OEM), montowało kompletne rowery dla marek Scott, Trek i Colnago. Przedsiębiorstwo stworzyło swój oddział europejski w 1986 roku w Holandii, zatrudniając w nim lokalnych ekspertów do prac badawczo-rozwojowych. Gdy Schwinn w 1987 roku przeniósł produkcję do Chin kontynentalnych w celu obniżenia kosztów, Giant skupił się na własnych markach. 
Giant był jednym z pionierów stosowania włókien węglowych w masowej produkcji rowerów. Jego modele Propel i Defy zdobywały najwyższe nagrody branżowych czasopism. Producent angażuje się także w promocję własnej nowej marki Liv rowerów damskich konstruowanych od początku z myślą o kobietach, w odróżnieniu od konkurencji, która kobietom oferuje pomniejszone i zaadaptowane modele męskie. 
Główne fabryki Gianta zlokalizowane są w Taizhong i w Kunshan w chińskiej prowincji Jiangsu. Ponadto wytwarza rowery od 1996 roku w fabryce w Lelystad w Holandii, a w 2018 roku zarząd spółki ogłosił plan otwarcia kolejnego europejskiego zakładu produkcyjnego w Gyöngyös na Węgrzech.
Oferta firmy obejmuje (stan na lipiec 2018): rowery górskie, dziecięce, składane, elektryczne, off-roadowe, jak też rowery wyścigowe. W 2016 roku był największym światowym producentem rowerów z udziałem w rynku szacowanym przez JPMorgan na 10% i sprzedażą na poziomie 6,6 miliona sztuk w 2014. Eksperci oceniali, że jego podwójna rola, OEM dla innych marek jednocześnie działającego także pod własną marką daje mu wielką siłę na rynku.